# Saint-Ouen-Marchefroy
Saint-Ouen-Marchefroy é uma comuna francesa na região administrativa do Centro, no departamento Eure-et-Loir. Estende-se por uma área de 9,15 km². Em 2010 a comuna tinha 305 habitantes (densidade: 33,3 hab./km²).